# Bombardiranje Srbije i Čačka
Bombardiranje Srbije i Čačka je sedmi album riječkog rock sastava Let 3.

## Izvođači
- Bas - Damir Martinović - Mrle
- Bubnjevi - Branko Kovačić - Husta
- Gitara - Dražen Baljak - Baljak, Matej Zec - Knki
- Klavijature - Ivan Šarar - Faf
- Vokal - Zoran Prodanović - Prlja

## Popis pjesama
1. Mala Soba (2:37)
2. Ero S Onoga Svijeta (3:22)
3. Riječke Pičke (3:35)
4. Odvest Ću Te Na Vjenčanje (3:30)
5. Zurle Treštat (3:48)
6. Rado Ide Srbin U Vojnike (Pička) (2:46)
7. Dijete U Vremenu (4:55)
8. Sokol (3:19)
9. Ciklama (1:06)
10. Beograde (2:51)
11. Alam Iđazi (3:03)
12. Mamne Baneta (2:47)
13. Jahorina (3:26)
14. Kurcem U Čelo (3:30)
15. Otpeljal Te Bom Na Poroko (3:31)
16. Most Na Drini Ćuprija (3:19)